# Borealt klima
 Der er for få eller ingen kildehenvisninger i denne artikel, hvilket er et problem. Du kan hjælpe ved at angive troværdige kilder til de påstande, som fremføres i artiklen.

Borealt klima er en klimatype i den nordlige økoregion med et klima, der muliggør nåleskovsvegetation.
- Den gennemsnitlige temperatur for juli er højere end 10 °C
- Vækstsæsonen er kortere end 100 dage.

| Klima | Spire Denne artikel om klima og klimaforandringer er en spire som bør udbygges. Du er velkommen til at hjælpe Wikipedia ved at udvide den. |